# IXS European Downhill Cup
Der iXS European Downhill Cup ist die bedeutendste internationale Rennserie im MTB-Downhill unterhalb des UCI-Mountainbike-Weltcups.

## Beschreibung
Nach einem Testlauf im Jahr 2007 als iXS Middle European Cup wurde der iXS European Downhill Cup im Jahr 2008 ins Leben gerufen. Die Rennserie besteht aus vier bis fünf Einzelrennen in verschiedenen europäischen Ländern und stellt das Bindeglied zwischen Weltcup und den nationalen Serien dar.
Die Rennen werden nach den Regeln der UCI ausgetragen und im Rennkalender der UCI in Class 1 eingestuft. Die Wettbewerbe sind auch für Teilnehmer außerhalb von Europa offen.
Vom gleichen Unternehmen wird auch der iXS Downhill Cup als Rennserie unterhalb des European Downhill Cups sowie organisiert. 

## Sieger der Gesamtwertung
| Männer - 2021 Tristan Botteram - 2020 wegen COVID-19-Pandemie abgesagt - 2019 Constantin Ruetsch - 2018 Joshua Barth - 2017 Jure Zabjek - 2016 Slawomir Lukasik - 2015 Johannes Fischbach - 2014 David Trummer - 2013 Miran Vauh - 2012 Robin Wallner - 2011 Markus Pekoll - 2010 Nick Beer - 2009 Nick Beer - 2008 Nick Beer | Frauen - 2021 Izabela Yankova - 2020 wegen COVID-19-Pandemie abgesagt - 2019 Veronika Widmann - 2018 Monika Hrastnik - 2017 Monika Hrastnik - 2016 Eleonora Farina - 2015 Veronika Widmann - 2014 Zarja Cernilogar - 2013 Emmeline Ragot - 2012 Emmeline Ragot - 2011 Miriam Ruchti - 2010 Miriam Ruchti - 2009 Miriam Ruchti - 2008 Miriam Ruchti |